# Cœurs ennemis (film, 1918)
Pour le film de James Kent sorti en 2019, voir Cœurs ennemis.
Pour plus de détails, voir Fiche technique et Distribution.
Cœurs ennemis (Wives of Men) est un film muet américain réalisé par John M. Stahl et sorti en 1918. Il est considéré comme perdu. Le film a été produit par Grace Davison, qui a également un rôle dans le film.

## Fiche technique
- Titre original : Wives of Men
- Réalisation : John M. Stahl
- Scénario : Tom Bret, John M. Stahl
- Photographie : Harry Fishbeck
- Production : Grace Davison Productions
- Distributeur : Pioneer Film Corporation
- Date de sortie :
  - États-Unis : août 1918

## Distribution
- Florence Reed : Lucille Emerson
- Frank Mills : James Randolph Emerson Jr.
- Mr. Wokoff : James Randolph Emerson Sr.
- Mathilde Brundage : Mrs. James Randolph Emerson Sr.
- Edgar Lewis : Jim Hawkins
- Charles Jackson : Charlie
- Grace Davison : Grace
- Bessie Mar English : Mary
- Robert Lee Keeling : Paul Harrison